# Kintla Peak
Der Kintla Peak ist ein pyramidenförmiger Gipfel in der Livingston Range des Glacier National Park im US-Bundesstaat Montana. Es ist der höchste Berg in der Livingston Range und der dritthöchste im Park.

## Gestein
Der Kintla Peak besteht aus alten präkambrischen (mesoproterozoischen) Gesteinsschichten, die Teil der Belt Supergroup sind.

## Name
Es ist nach den dem Kintla Lake benannt. Das Wort „Kintla“ stammt aus der Sprach Kootenai und ist ein Wort für „Sack“. Die Legende von Kootenai besagt, dass ein Mann anscheinend in einem der Seen ertrunken war und den See mit einem Sack verglich, aus dem "wenn man einmal hineinkam, man nicht mehr heraus konnte".

## Lage und Routen
Der Kintla Peak liegt in der abgelegenen nordwestlichen Ecke des Parks und eine Wanderung von fast 15 Meilen (24 km) von der nächsten Straße ist erforderlich, um nur den Fuß des Berges zu erreichen. Der Gipfel zeichnet sich durch seinen großen Anstieg über das lokale Gelände aus. Die Höhe des nahe gelegenen Oberen Kintla-Sees beträgt nur 1330 m. Der nördliche Nachbarberg des Kintla Peak, Kinnerly Peak, hat einen noch dramatischeren Abfall zum Upper Kintla Lake. Dies trägt dazu bei, dass Kintla „der schwierigste Aufstieg im nordwestlichen Teil des Parks“ ist. Die Ridge Route geht vom Agassiz-Gletscherbecken. Diese Route hat einen langen Zustieg und einen großen Gesamthöhenunterschied und beinhaltet Felsklettern bis Klasse 4, zusätzlich je nach Jahreszeit Klettern im Schnee. Andere Routen sind die Routen East Ridge, West Face und Upper North Face.